# Val de Virvée
Val de Virvée község Franciaország Új-Aquitania régiójában, Gironde megyében. Új községként 2016. január 1-jén jött létre Aubie-et-Espessas, Saint-Antoine és Salignac korábbi község egyesítésével. Lakosainak száma 3744 fő (2022. január 1.).

## Népesség
| Lakosok száma | 3512 | 3535 | 3621 | 3701 | 3705 | 3744 |
|               | 2017 | 2018 | 2019 | 2020 | 2021 | 2022 |